# Bavovna
Bavovna (ukrajinsky бавовна, doslova „bavlna“) je ukrajinské slovo a internetový mem, který vznikl během ruské invaze na Ukrajinu a používá se jako termín označující výbuchy, a to jak na Ruskem okupovaných částech Ukrajiny, tak i v samotném Rusku.

## Původ
Počínaje rokem 2010 začala ruská vláda nařizovat ruským hromadným sdělovacím prostředkům, aby referovala o jakýchkoliv dosud oficiálně nevysvětlených výbuších (především plynu) eufemismem „chlopok“ (rusky хлопо́к), což znamená zahřmění, zadunění, prásknutí. Toto slovo se však píše stejným způsobem jako хло́пок, „bavlna“ (příbuzné s českým chloupek), které se ale vyslovuje s přízvukem na první slabice. Jde tedy o hru se slovy, která jsou v běžném ruském textu bez vyznačování přízvuku rozeznatelná jen podle kontextu.
Dne 25. dubna 2022 během ruské invaze na Ukrajinu zazněly výbuchy na vojenské základně a v ropném skladu v ruském městě Brjansk. Ruská státem kontrolovaná média informovala o explozi klasicky jako o „chlopoku“. Když však byla tato oznámení přeložena do ukrajinského jazyka, nedokonalost algoritmu strojového překladu nebo neznalost pisatelů vedla k záměně významu slov a „chlopok“ byl chybně přeložen do ukrajinštiny jako bavovna, „bavlna“. Protože ruské zprávy o výbuších způsobených ukrajinskými operacemi na ruském území jsou velmi sledované, stal se tento posměšný překlad brzy populárním.
Později začali ukrajinští uživatelé Twitteru posměšně označovat i všemožné následující exploze na Ruskem kontrolovaných územích jako „bavovnu“, zesměšňujíce tak jak cenzuru ruských médií, tak i domnělou neznalost ukrajinského jazyka mezi Rusy, která vedla k chybným překladům. Termín se postupně stal známým i v jiných jazycích a je běžně používán i v anglojazyčném internetovém prostředí. Příležitostně ho užívají také oficiální vládní či vojenští činitelé Ukrajiny, ale použila ho například i americká velvyslankyně na Ukrajině Mellinda Simmons, která tweetnula snímek větvičky bavlníku doprovázený sdělením, že si tuto rostlinu nedávno oblíbila. Termín se jako převzaté slovo dostal i do ruštiny, kde je psané stejně, ale vyslovované mírně odlišně.

## V populární kultuře
V létě 2022 vznikla v Kyjevě punkrocková skupina s názvem „100% Bavovna“, která hraje písně související s rusko-ukrajinskou válkou. Písně s názvem „Bavovna“ nahrály také např. kapely GrozovSka Band a Jalsomino. V roce 2023 také vyšla na platformě Steam indie hra Bavovna included.
Termín se stal námětem řady internetových memů, typicky založených na snímcích reálných výbuchů v Rusku či na Ruskem okupovaných územích, kde je však oblak kouře nahrazen tobolkou bavlníku.